# Niels Wilhelm Gade
Niels Wilhelm Gade (ur. 22 lutego 1817 w Kopenhadze, zm. 21 grudnia 1890 tamże) – duński kompozytor, dyrygent, skrzypek, organista i pedagog muzyczny.

## Życiorys
Był synem stolarza, zajmującego się też budową instrumentów muzycznych.
Rozpoczął pracę jako skrzypek w królewskiej orkiestrze w Kopenhadze. Jednocześnie studiował prywatnie kompozycję u Andreasa Petera Berggreena. Jego utwór „Echa Osjana” przyniósł mu nagrodę w konkursie rozpisanym 1841 przez kopenhaskie towarzystwo muzyczne.
W roku 1843 dzięki królewskiemu stypendium wyjechał do Lipska, gdzie został uczniem Feliksa Mendelssohna-Bartholdy’ego. Z jego poparciem doszło do wykonania przez orkiestrę Gewandhaus uwertury „Osjan” i dwóch symfonii, c-moll i Es-dur.
W sezonie koncertowym 1844/1845 objął kierownictwo koncertów Gewandhausu, które w następną zimę prowadził na przemian z Mendelssohnem, a w sezonie 1847/1848 znów samodzielnie.
Na wiosnę 1848 w związku z wybuchem wojny szlezwicko-holsztyńskiej powrócił na stałe do Kopenhagi, gdzie został zaangażowany jako organista z tytułem profesorskim i objął kierownictwo towarzystwa muzycznego, które w miesiącach zimowych dawało regularne koncerty.
W roku 1861 został mianowany nadwornym kapelmistrzem. W roku 1865 założył wraz ze swoim teściem, kompozytorem Johannem Peterem Emiliusem Hartmannem Konserwatorium Kopenhaskie.
Do jego uczniów należeli m.in. Edvard Grieg i Carl Nielsen.
Wczesne kompozycje Gadego były utrzymane w stylu narodowym, tzn. nawiązywały do literatury skandynawskiej i do muzyki ludowej. Przykładem tego jest jego uwertura „Osjan” Op. 1 oraz I Symfonia, którą wysoko ocenił Robert Schumann. W czasie pobytu w Lipsku (1843-1848) wpływy stylu narodowego zanikły.
W kantacie „Sen Baldura” nawiązał Gade do stylu Richarda Wagnera.

## Odznaczenia
- Order Danebroga (Kawaler 1852, Odznaka Honorowa 1869, Komandor 1872, Komandor I stopnia 1886)[1]
- Order Pour le Mérite (1881)[2]

## Dzieła (wybór)
- Muzyka kameralna
  - Scherzo cis na Kwartet fortepianowy (1836)
  - Kwintet na 2 skrzypiec, 2 altówki i wiolonczelę f (1837)
  - Trio fortepianowe B, nie ukończone (1839)
  - Sonata na skrzypce i fortepian A op. 6 (1842)
  - Kwintet na 2 skrzypiec, 2 altówki i wiolonczelę e op. 8 (1845)
  - Oktet na 4 skrzypiec, 2 altówki i 2 wiolonczele F op. 17 (1848–49)
  - Sonata na skrzypce i fortepian d op. 21 (1849)
  - Kwartet smyczkowy f (1851)
  - Nowelletty na trio fortepianowe op. 29 (1853)
  - Trio fortepianowe F op. 42 (1862–63)
  - Sekstet smyczkowy Es op. 44 (1863–64)
  - Utwory fantazyjne na klarnet i fortepian op. 43 (1843)
  - Kwartet smyczkowy e (1877, rew. 1889)
  - Sonata na skrzypce i fortepian B op. 59 (1885)
  - Folkedanse (Tańce ludowe) na skrzypce i fortepian op. 62 (1886)
  - Kwartet smyczkowy D op. 63 (1887–89)
- Muzyka na orkiestrę (wybór)
  - Echa Osjana, Uwertura, (1840)
  - Symfonia nr. 1 c-moll, op. 5 (1842)
  - Symfonia nr. 2 Es-dur, op.10 (1843)
  - Symfonia nr. 3 a-moll, op. 15 (1847)
  - Symfonia nr. 4 B-dur, op. 20 (1850)
  - Symfonia nr. 5 d-moll z fortepianem, op. 25 (1852)
  - Symfonia nr. 6 g-moll, op. 32 (1857)
  - Uwertura koncertowa Hamlet op. 37 (1861)
  - Symfonia nr. 7 F-dur, op. 45 (1865)
  - Symfonia nr. 8 h-moll, op. 47 (1871)
  - Capriccio na skrzypce z orkiestrą (1878)
  - En sommerdag paa landet op. 55 (Letni dzień na wsi, Suita orkiestrowa, 1879)
  - Koncert na skrzypce mz orkiestrą op. 56 (1880)
  - Holbergiana op. 61 (Suita orkiestrowa, 1884)
- Utwory dramatyczne i kantaty (wybór)
  - Alladin (Muzyka sceniczna, 1839)
  - Agnete og havmanden (Agneta i Wodnik, Muzyka sceniczna, 1838–42)
  - Siegfried und Brünnhilde (Opera, Fragment, 1847)
  - Elverskud (Córka Króla Olch, Kantata, 1853)
  - Baldurs drøm (Sen Baldura, Kantata, 1858)
  - Foraars Budskab (Posłanie wiosenne, Kantata, 1858)
  - Korsfarerne (Krzyżowcy, Kantata 1865–66)
  - Psyche (Kantata, 1880–81)
  - Der Strom (Rzeka) (Kantata 1889)
- Muzyka fortepianowa (wybór)
  - Sonata c (1840, rev. 1854)
  - Akwaarele i Nowe akwarele (1850, 1881)
  - Folkedandse (Tańce ludowe, 1855)
  - Fantasistykker (Utwory fantastyczne, 1862)
- Muzyka organowa (wybór)
  - Trzy utwory op. 22 (1851)
  - Marsz żałobny
  - Andante con moto d-moll
  - Andante g-moll
  - Preludium uroczyste na organy, trąbkę i puzon na temat chorału Lobet den Herren (Chwalcie Pana)
  - Trzy preludia chorałowe (w tym jedno na temat chorału Wie schön leuchtet der Morgenstern (Jak pięknie świeci gwiazda zaranna) i dwa na temat Wer nur den lieben Gott lässt walten (Kto pozwala Bogu rządzić))
  - Wariacje na temat partity Sey gegrüsset Jesu gütig (Bądź pozdrowiony dobrotliwy Jezu) Johanna Sebastiana Bacha (BWV 768) na organy na cztery ręce (1859)